# نيكولاس هيليارد
نيكولاس هيليارد (بالإنجليزية: Nicholas Hilliard)‏ (مواليد 1547 - 7 يناير 1619) كان نقاشا للذهب، وهو معروف بنقوشاته لرجال بلاط جيمس الأول ملك إنجلترا.

## روابط خارجية
- نيكولاس هيليارد على موقع الموسوعة البريطانية (الإنجليزية)
- نيكولاس هيليارد على موقع ميوزك برينز (الإنجليزية)